# Henrik Elvejord Borg
Henrik Elvejord Borg (ibland enbart Henrik Borg), född 20 maj 1994, är en norsk medieprofil och författare. Han är sedan 2022 gift med Lisa Borg.

## Biografi
Henrik Elvejord Borg är en medieprofil och TV-profil med ett stort antal följare på olika plattformar såsom Youtube, Instagram och Snapchat. Han har vidare medverkat i flera realityserier såsom norska 71° nord, Sistemann ut och Ex on the beach. Han medverkade 2023 i TV-programmet Good Luck Guys som han vann tillsammans med Lisa Borg. I SVT-produktionen Älskade vän från 2024 berättade han öppenhjärtigt om sin bipolära sjukdom och hur den påverkar honom och relationen med Lisa Borg. Han har även beskrivit sjukdomen i bokform. Han kommer tillsammans med Lisa Borg vara huvudpersoner i Viaplay-produktionen Borgs 24/7 som har en planerad premiär på Viaplay och TV3 i januari 2025.